# GALAX
갤럭시 마이크로시스템즈 리미티드(GALAX Microsystems Limited), 줄여서 갤럭시(GALAX)는 1994년에 설립되어 홍콩에 본사를 둔 컴퓨터 하드웨어 제조업체이다.그래픽 카드, 모니터, SSD, RAM, CPU 쿨러 및 기타 컴퓨터 액세서리를 전문으로 생산한다.